# فیلادلفیا ویکلی
فیلادلفیا ویکلی (به انگلیسی: Philadelphia Weekly) یا فیلادلفیا هفتگی، روزنامه آلترناتیو هفتگی منتشره در فیلادلفیا در ایالت پنسیلوانیا ایالات متحده آمریکا است. این نشریه چهارشنبه‌ها به صورت هفتگی منتشر می‌شود. این روزنامه در سال ۱۹۷۱ با نام ولکامت آغاز به کار کرد و در سال ۱۹۹۵، نام خود را به نام کنونی تغییر داد. فیلادلفیا ویکلی اخبار سیاسی ملی و محلی را پوشش می‌دهد و به مطالب هنری نیز می‌پردازد.